# Trochochaeta multisetosa
Trochochaeta multisetosa är en ringmaskart som först beskrevs av Anders Sandøe Ørsted 1844. Trochochaeta multisetosa ingår i släktet Trochochaeta och familjen Trochochaetidae. Arten är reproducerande i Sverige. Inga underarter finns listade i Catalogue of Life.